# Předžaludek
Soustava předžaludků (proventriculi) je typickým znakem podřádu přežvýkavců (Ruminantia). Je to evoluční přizpůsobení k trávení velkého množství málo stravitelné potravy, zejména pak celulózy a hemicelulózy, která je mikrobiálně trávena na jednodušší sacharidy. Velmi podstatná je přeměna méně hodnotných rostlinných živin mikroorganismy na jejich tělu vlastní metabolity, zejména pak na velmi kvalitní mikrobiální protein.
Stěna předžaludků je tvořena svalovinou, vnitřní sliznice je odolná a neobsahuje žádné žlázy.
Předžaludek je rozdělen na tři oddělené dutiny.

## Bachor (rumen)
Bachor je u dospělého přežvýkavce největším předžaludkem. Navazuje na jícen a pokračuje čepcem. Objem bachoru u skotu je 100–120 litrů, u ovce a kozy 15–20 litrů. Vyplňuje tedy velkou část břišní dutiny, téměř celou levou polovinu a naplněný zasahuje i napravo. Přijatá potrava je přežvýkavcem několik hodin trávena, promíchávána a mechanicky narušována právě v bachoru. Aby mohla trávenina projít do dalších částí předžaludku, musí být jednotlivé částice tráveniny dostatečně malé. Proto přežvýkavec opakovaně hrubé částice regurgituje, tj. vrací z bachoru do dutiny ústní, kde jsou mechanicky zpracovány přežvykováním. V bachoru pak rozeznáváme 3 různé frakce: frakci pevných částic, frakci tekutou a frakci plynnou. Chemickým složením je plynná frakce tvořena skupinou plynů, mimo jiné i metanem a amoniakem. Část dusíku z těchto látek je přežvýkavcem dále využívána, zbytek plynů je uvolňován tzv. eruktací neboli říháním. 
Bachor má podobu dvou na sebe postavených vaků, které jsou spojeny širokým otvorem. Je srostlý s bránicí a se stropem břišní dutiny, vpředu na něj naléhá čepec, se kterým je bachor spojen neuzavíratelným otvorem (ostium ruminoreticulare). Oba dva předžaludky mají některé části stěny společné a fungují jako jeden celek.
Stěnu bachoru tvoří svalovina, vnitřní sliznice je tvořena až 1 cm vysokými papilami.
V bachoru žijí symbiotické mikroorganismy, tj. prvoci bachořci, bakterie a houby. Tyto organismy metabolizují přijímanou potravu, zejména monosacharidy, oligosacharidy, polysacharidy (celulózu, hemicelulózu, lignin, pektiny), dusíkaté látky a vytvářejí tak svůj vlastní, tzv. mikrobiální protein. Kvalitativně je pro přežvýkavce hodnotnější protein vytvořený prvoky, kvantitativně však převládá protein vytvořený bakteriemi. Bakterie, prvoci i houby jsou pak se zbylou tráveninou posouváni do dalších částí zažívacího ústrojí. K natrávení mikrobiálního proteinu dochází ve slezu, ke vstřebání pak v tenkém střevě.

## Čepec (reticulum)
Čepec je vak kulovitého tvaru bezprostředně navazující na bachor. V uvolněném stavu má objem 5–8 litrů u skotu, 1–2 litry u ovce a kozy, ale při stahu svaloviny stěny se dokáže smrštit na velikost pěsti.
Vnitřní sliznice čepce tvoří asi 1 cm vysoké nevyhladitelné hřebeny, které tvoří čtyř- až šestiboké sklípky. Na dně čepce je vytvořen čepcový žlab, který spojuje bachor a knihu. Ten se může stahem svaloviny uzavřít a vytvořit pak jakousi trubici pro průchod vody.
Je uložen kraniálně od bachoru a leží přímo na bránici. Je to nejníže položená část „žaludku“, ve které se zachycují těžké a nestravitelné předměty.

## Kniha (omasum)
Je třetí oddíl předžaludku. U skotu má tvar koule o průměru asi 30 cm, objem 10–15 litrů. U ovce a kozy je menší než čepec.
Sliznice knihy tvoří různě vysoké listy knihy, ploché slizniční výrůstky. Z čepce pokračuje uzavíratelný žlab pro průchod vody.
Probíhá zde mechanické trávení na bázi tření potravy a také resorpce vody.
Po průchodu předžaludky se potrava dostává do vlastního žaludku přežvýkavců, slezu (abomasum).
Vyčištěné předžaludky, skotu, ovce a kozy, vzácněji i jelenovitých se v kuchyni připravují jako tzv. dršťky.